# Список птахів Ніуе
Це перелік видів птахів, зафіксованих на території Ніуе. Авіфауна Ніуе налічує загалом 57 видів, з яких 1 був інтродуковані людьми. Два види перебувають під загроою глобального зникнення.

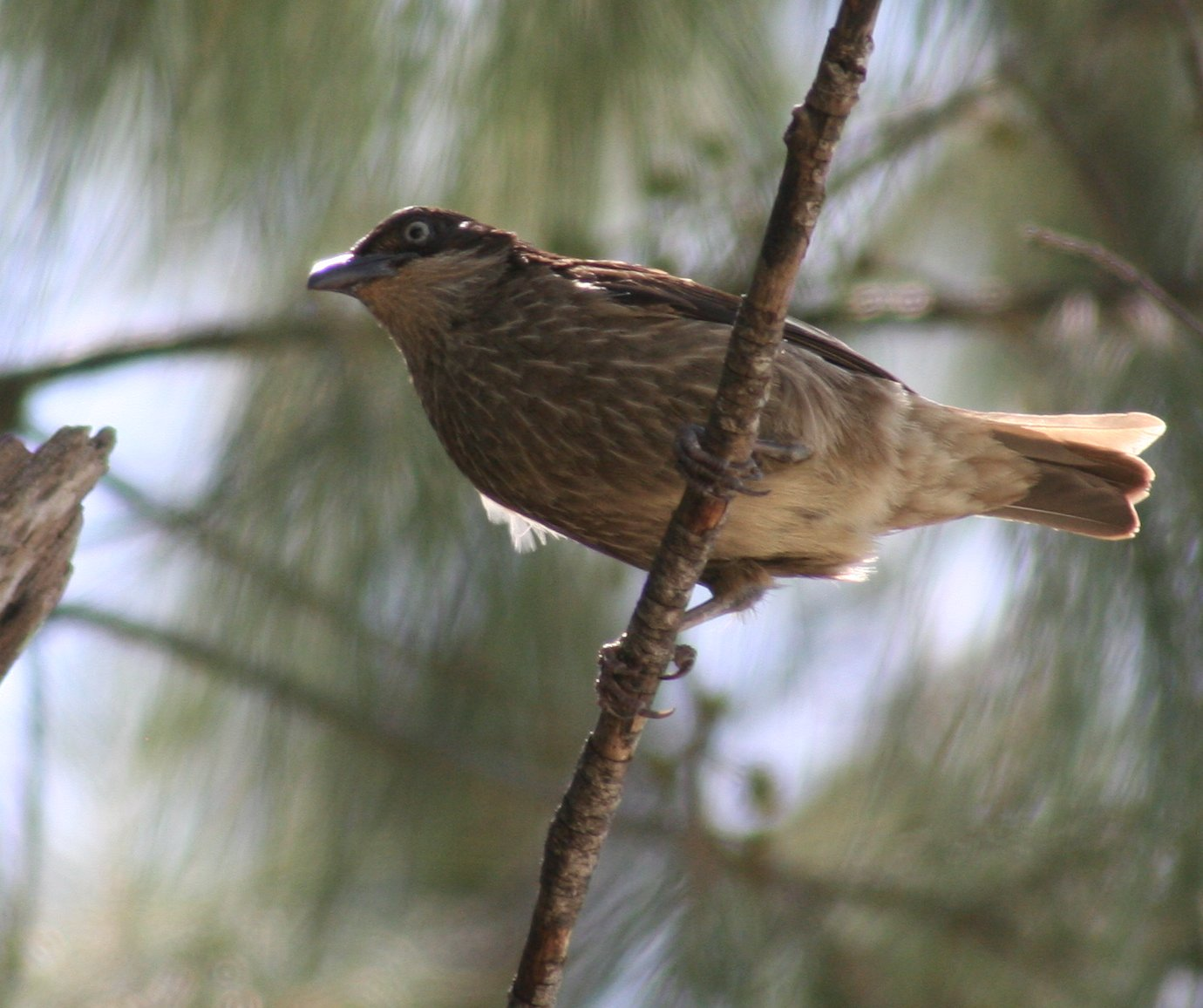
Шпак-малюк полінезійський (Aplonis tabuensis)

На сьогоднішній момент на острові не збереглися ендемічні види, однак на ньому живуть ендемічні підвиди полінезійського оругеро і полінезійського шпака-малюка. На Ніуе гніздиться 15 видів птахів. з яких 11 є наземними, а 4 — морськими. Палеонтологічні дослідження показали, що раніше орнітофауна острова була більш різноманітною. До появи на острові полінезійців на ньому жив полінезійський великоніг, а також ніуеський квак (Nycticorax kalavikai) і ніуеський пастушок (Gallirallus huiatua), описані за викопними рештками.

## Позначки
Наступні теги використані для виділення деяких категорій птахів.
- (А) Випадковий — вид, який рідко або випадково трапляється на Ніуе
- (I) Інтродукований — вид, завезений на Ніуе як наслідок, прямих чи непрямих людських дій

## Гусеподібні(Anseriformes)
Родина: Качкові (Anatidae)
- Крижень австралійський, Anas superciliosa  (A)
- Крижень звичайний, Anas platyrhynchos (A)

## Куроподібні(Galliformes)
Родина: Фазанові (Phasianidae)
- Курка банківська, Gallus gallus (I)

## Голубоподібні(Columbiformes)
Родина: Голубові (Columbidae)
- Тілопо райдужний, Ptilinopus perousii
- Тілопо фіджійський, Ptilinopus porphyraceus
- Пінон тонганський, Ducula pacifica

## Зозулеподібні(Cuculiformes)
Родина: Зозулеві (Cuculidae)
- Коель новозеландський, Urodynamis taitensis

## Серпокрильцеподібні(Apodiformes)
Родина: Серпокрильцеві (Apodidae)
- Салангана світлогуза, Aerodramus spodiopygius

## Журавлеподібні(Gruiformes)
Родина: Пастушкові (Rallidae)

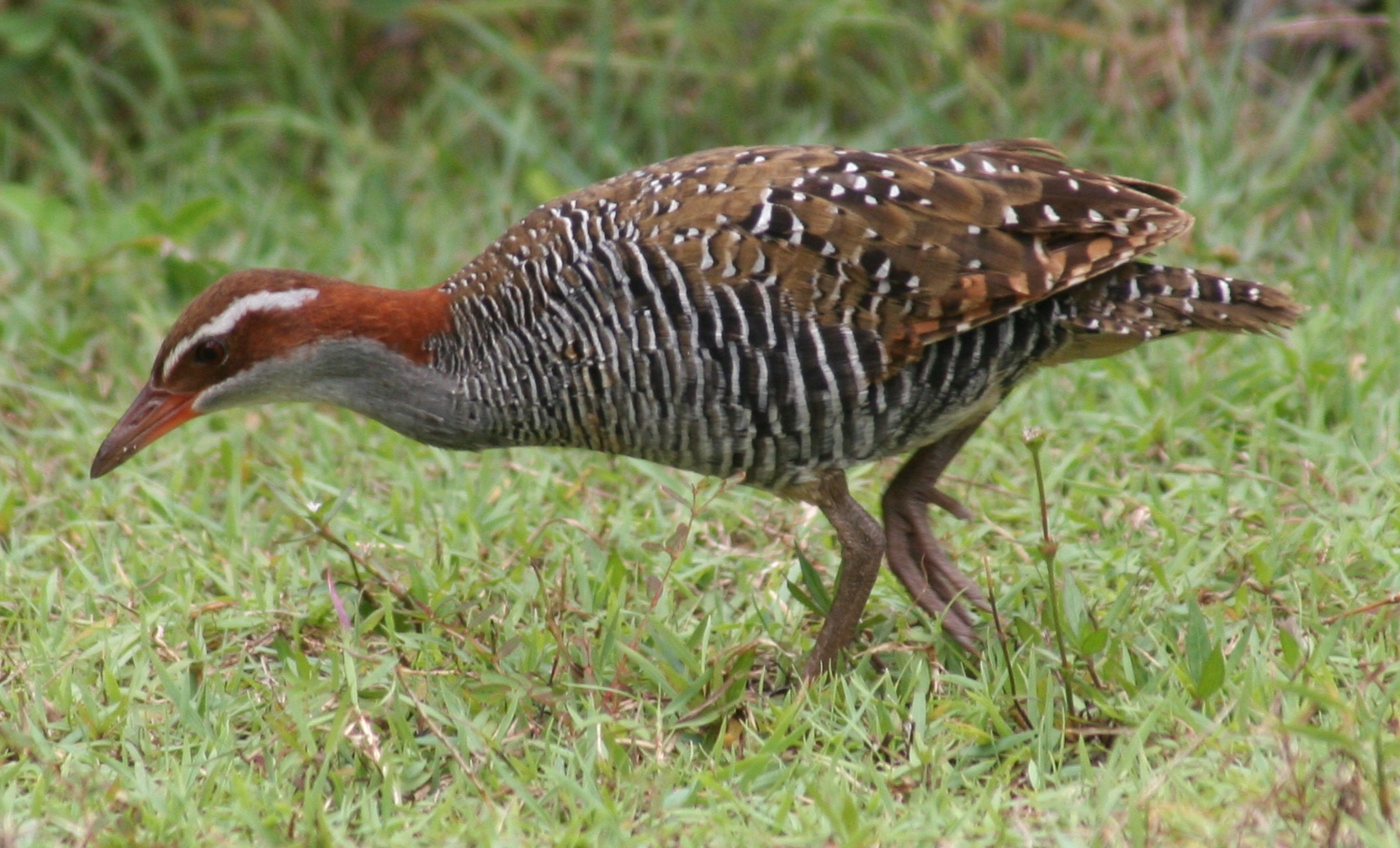
Пастушок смугастий (Hypotaenidia philippensis)

- Пастушок смугастий, Hypotaenidia philippensis
- Султанка австралійська, Porphyrio melanotus (A)
- Погонич австралійський, Zapornia tabuensis

## Сивкоподібні(Charadriiformes)
Родина: Сивкові (Charadriidae)
- Сивка бурокрила, Pluvialis fulva

Родина: Баранцеві (Scolopacidae)

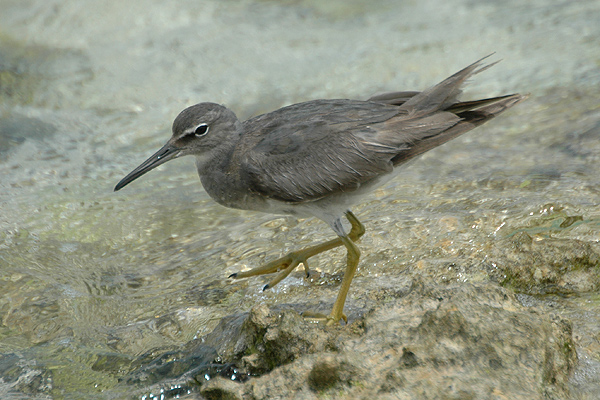
Коловодник аляскинський (Tringa incana)

- Кульон аляскинський, Numenius tahitiensis (A)
- Кульон східний, Numenius madagascariensis (A)
- Кульон великий, Numenius arquata (A)
- Грицик малий, Limosa lapponica (A)
- Крем'яшник звичайний, Arenaria interpres
- Побережник білий, Calidris alba
- Побережник арктичний, Calidris melanotos (A)
- Коловодник аляскинський, Tringa incana

Родина: Мартинові (Laridae)

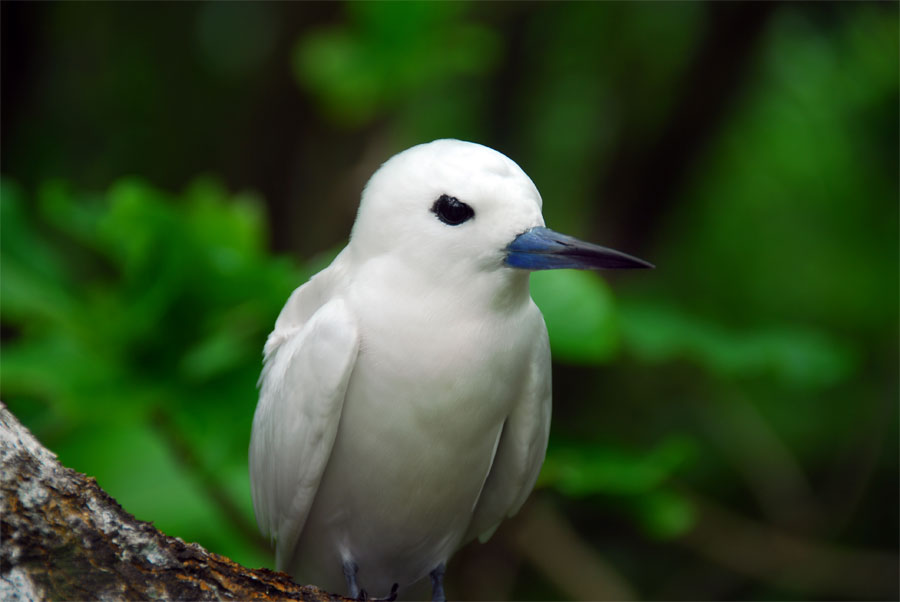
Крячок білий (Gygis alba)

- Мартин домініканський, Larus dominicanus (A)
- Крячок бурий, Anous stolidus
- Крячок атоловий, Anous minutus
- Крячок сірий, Anous ceruleus
- Крячок білий, Gygis alba
- Крячок індонезійський, Sterna sumatrana
- Крячок жовтодзьобий, Thalasseus bergii

## Фаетоноподібні(Phaethontiformes)
Родина: Фаетонові (Phaethontidae)

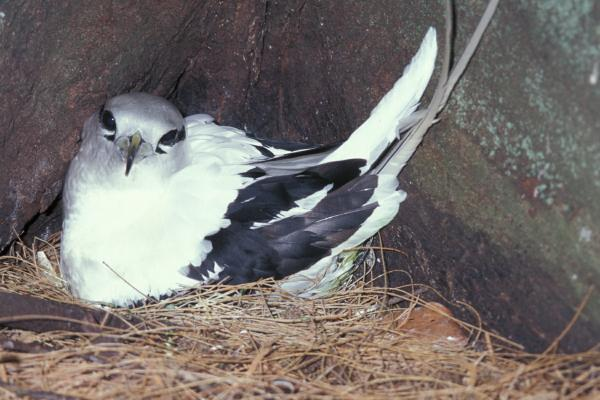
Фаетон білохвостий (Phaethon lepturus)

- Фаетон білохвостий, Phaethon lepturus

## Буревісникоподібні(Procellariiformes)
Родина: Океанникові (Oceanitidae)
- Фрегета білочерева, Fregetta grallaria
- Океанник білогорлий, Nesofregetta fuliginosa

Родина: Буревісникові (Procellariidae)
- Буревісник гігантський, Macronectes giganteus (A)
- Тайфунник кермадецький, Pterodroma neglecta
- Тайфунник-провісник, Pterodroma heraldica
- Тайфунник Піла, Pterodroma inexpectata
- Тайфунник макаулійський, Pterodroma cervicalis
- Тайфунник австралійський, Pterodroma nigripennis
- Тайфунник коротконогий, Pterodroma brevipes
- Тайфунник макронезійський, Pterodroma alba
- Тайфунник таїтійський, Pseudobulweria rostrata
- Буревісник клинохвостий, Ardenna pacifica
- Буревісник Бюлера, Ardenna bulleri
- Буревісник сивий, Ardenna griseus
- Буревісник тонкодзьобий, Ardenna tenuirostris
- Буревісник реюньйонський, Puffinus bailloni

## Сулоподібні(Suliformes)
Родина: Фрегатові (Fregatidae)
- Фрегат-арієль, Fregata ariel
- Фрегат тихоокеанський, Fregata minor (A)

Родина: Сулові (Sulidae)
- Сула жовтодзьоба, Sula dactylatra (A)
- Сула білочерева, Sula leucogaster

## Пеліканоподібні(Pelecaniformes)
Родина: Чаплеві (Ardeidae)

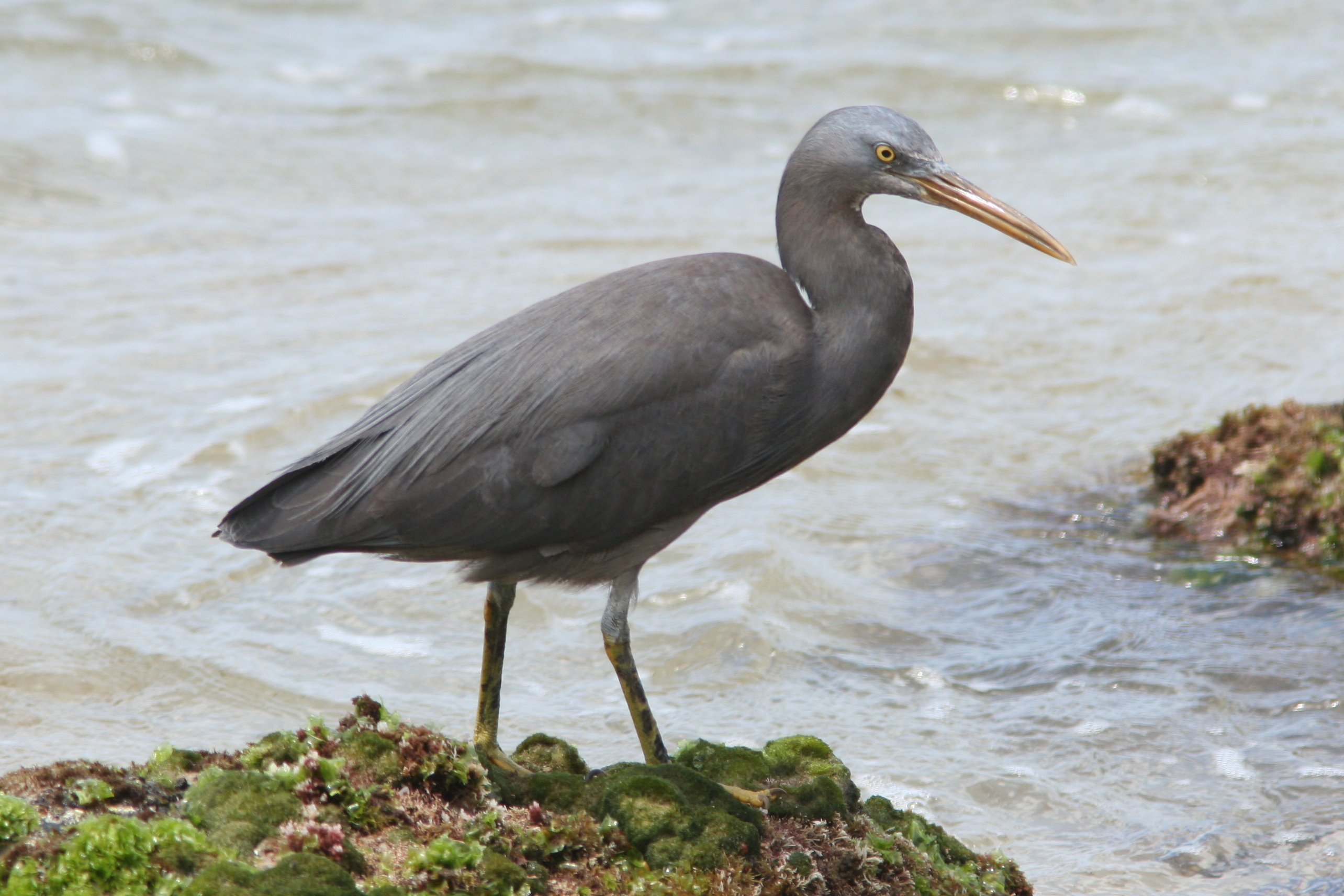
Чепура тихоокеанська (Egretta sacra)

- Чепура австралійська, Egretta novaehollandiae (A)
- Чепура тихоокеанська, Egretta sacra (A)

## Совоподібні(Strigiformes)
Родина: Сипухові (Tytonidae)
- Сипуха крапчаста, Tyto alba

## Папугоподібні(Psittaciformes)
Родина: Psittaculidae

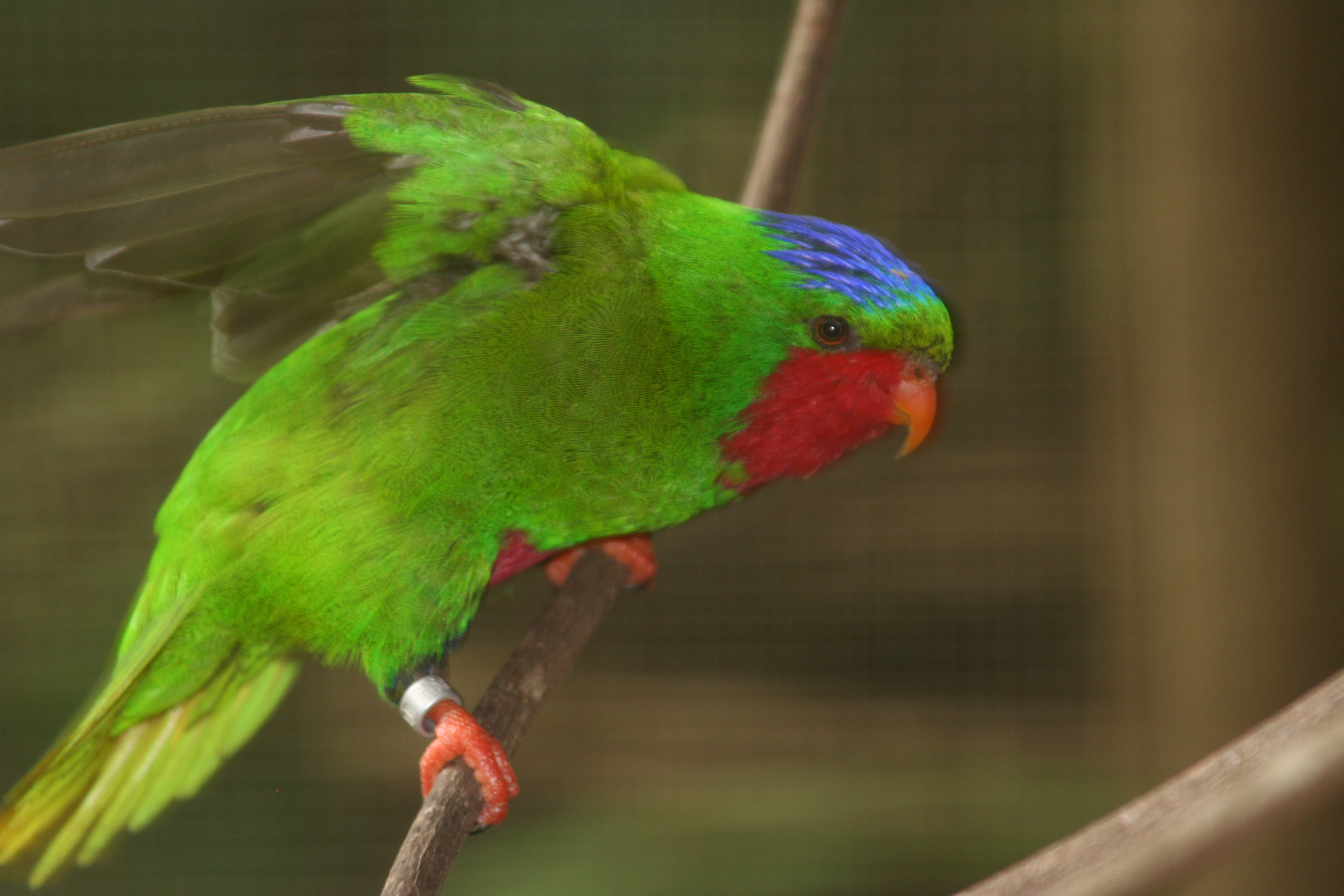
Лорі-віні синьоголовий (Vini australis)

- Лорі-віні синьоголовий, Vini australis

## Горобцеподібні(Passeriformes)
Родина: Личинкоїдові (Campephagidae) 

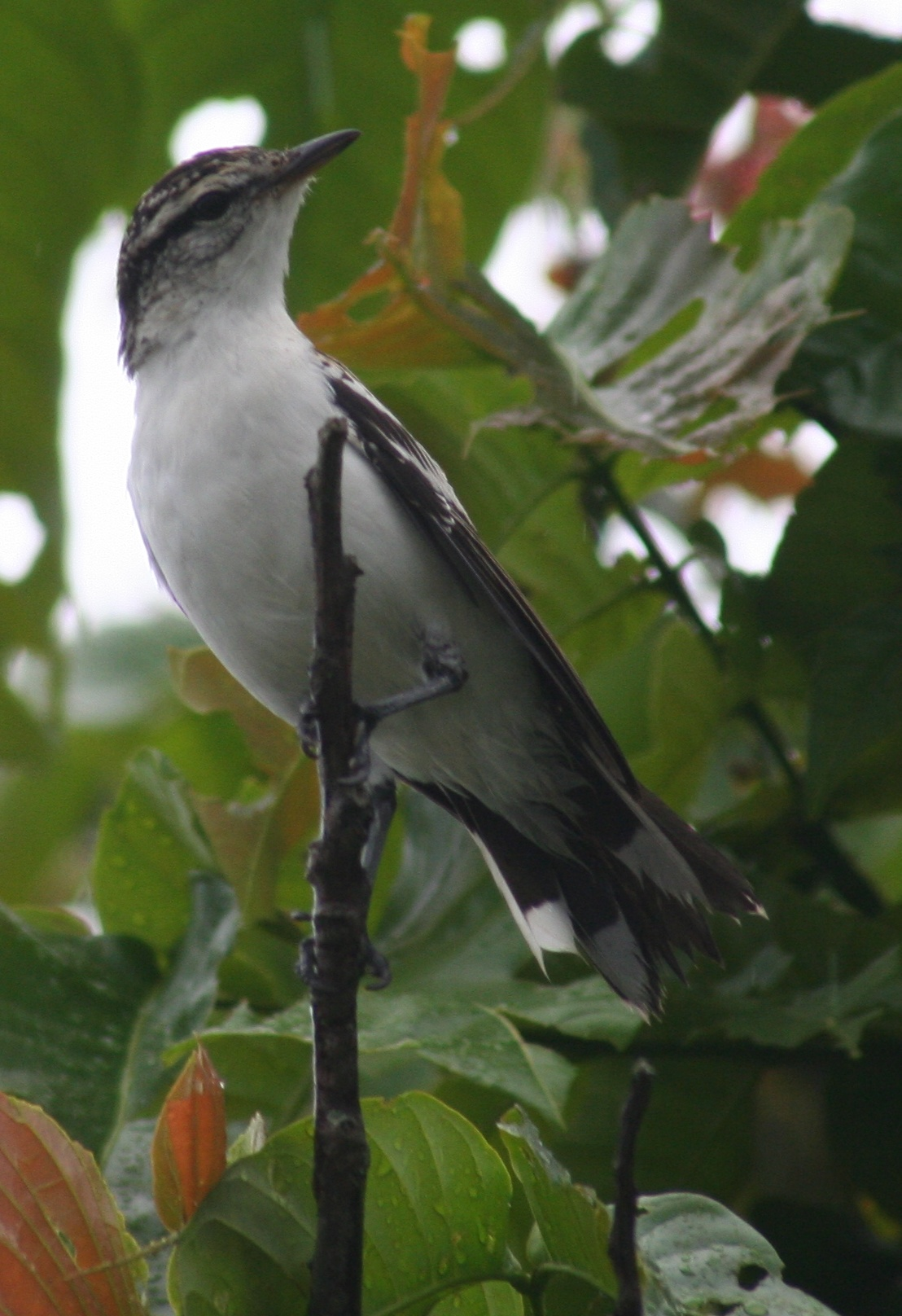
Оругеро полінезійський (Lalage maculosa)

- Оругеро полінезійський, Lalage maculosa

Родина: Бюльбюлеві (Pycnonotidae) 
- Бюльбюль червоночубий, Pycnonotus cafer (A)

Родина: Шпакові (Sturnidae)
- Шпак-малюк полінезійський, Aplonis tabuensis